# دهستان لواسان کوچک
دهستان لواسان کوچک دهستانی است از توابع بخش لواسانات شهرستان شمیرانات در استان تهران.

## جمعیت
جمعیت این دهستان بر اساس سرشماری سال ۱۳۹۵ در حدود ۵٬۶۸۰ نفر است.

## زبان
دانشنامه ایرانیکا درباب زبان مردم لواسان آورده است : مردم لواسان کاسپینی هستند و زبان بومی آمیخته ای از زبان فارسی و زبان‌های کاسپین هست تا جایی که به زبان مازندرانی در روستاهای جنوب شرق لواسان چون وسکاره و ایرا میرسدگیتی دیهیم در کتاب بررسی خرده‌گویش‌های منطقهٔ قصران به انضمام واژه‌نامهٔ قصرانی آورده است : البته زبان رایج در لالان مانند اوشان، فشم، میگون و لواسان، کاملاً تاتی نیست و زبان مازندرانی بسیار در آن نفوذ یافته است. گویش مردم لالان به گویش روستاهای امامه، زایگان، آبنیک، گرمابدر، میگون و شمشک در قصران بسیار نزدیک است. نفوذ مازندرانی در زبان تاتی قصران به این دلیل است که قصران در گذشته تحت حاکمیت طبرستان قرار داشته اما در تقسیمات کشوری معاصر جزو استان تهران محسوب می‌شود.

## پیشینه
روستای افچه مرکز دهستان لواسان کوچک بحساب می‌آید. روستاها و مناطق زیادی که امروزه جزئی از بخش رودبارقصران و سیاهرود هستند در گذشته تابع لواسان کوچک بوده‌اند، از جمله روستای بسیار تاریخی و قدیمی امامه که در شمال کوه ورجین لواسان قرار دارد. لازم است ذکر شود که شهر لواسان از تاریخ تأسیس در سال ۱۳۴۹ دیگر جزو دهستان لواسان کوچک یا دهستان لواسان بزرگ محسوب نمی‌گردد؛ بنابراین نوشتن و نامیدن آن به صورت «شهر لواسان کوچک» یا شهر «گلندوئک» که در پاره‌ای از موارد دیده می‌شود مطلقاً وجهی ندارد و اشتباه است.